# Muzeum Miejskie Emilia Bacardíego Moreau
Muzeum Miejskie Emilia Bacardíego Moreau (hiszp. Museo Municipal Emilio Bacardi Moreau) – muzeum w Santiago de Cuba, założone w 1899 roku, najstarsze na Kubie.

## Historia

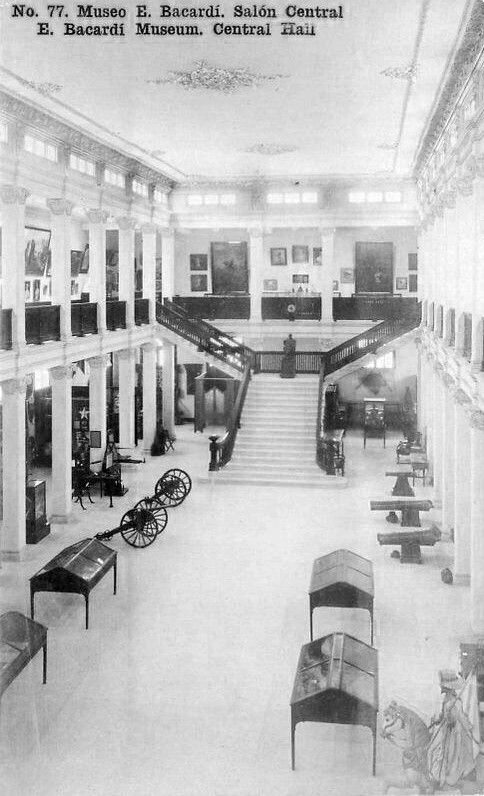
Wnętrze muzeum w roku 1931

Muzeum w połączeniu z biblioteką zostało założone 12 lutego 1899 roku z inicjatywy pierwszego burmistrza Santiago de Cuba, Emilia Bacardíego Moreau jako pierwsze muzeum na Kubie; otwarto je tegoż dnia w domach przy ulicy Santo Tomás 25 i 27. Po dwóch latach, w 1900 roku muzeum przeniesiono do budynku przy ulicy San Francisco Alta 13, a w 1903 do budynku przy ulicy Enramadas 26. Dzięki przekazaniu przez radę miejską terenu koszarów Dolores (hiszp. Cuartel de Dolores) w centrum miasta można było rozpocząć budowę odpowiedniego obiektu muzealnego, o czym postanowiono 15 września 1922 roku. Gmach muzeum wzniesiono w latach 1922–1927, działalność muzeum ponownie zainaugurowano 23 czerwca 1926 roku. 20 maja 1928 roku muzeum otwarto w nowej siedzibie i nadano mu imię Emilia Bacardíego Moreau. W 1999 roku zostało uznane za narodowy zabytek Kuby (Monumento Nacional de Cuba).

## Architektura
Muzeum znajduje się na rogu ulic Francisco Vincente Aguilery i Pío Rosado, w okolicy placu Parque Céspedes. Budynek w stylu eklektycznym z elementami neoklasycystycznymi zaprojektował Carlos Segrera Fernández. Fasada to portyk z korynckimi kolumnami, do którego prowadzą okazałe schody. W centrum zwieńczenia portyku znajduje się herb miasta Santiago de Cuba. Budynek jest trójkondygnacyjny, co pokrywa się z trzema tematycznymi przestrzeniami wystawowymi; parter to wystawa archeologiczna i przyrodnicza, 1. piętro – historyczna i 2. piętro – artystyczna.

## Zbiory
Kolekcja muzeum to ponad 23 tys. eksponatów; obejmuje m.in.: kubańskie malarstwo i rzeźbę, zbiory historyczne, w tym kostiumy i maski z czasów kolonialnych oraz zbiory przyrodnicze. Wystawy zostały podzielone tematycznie na działy: sztuki, historii i archeologii. Muzeum posiada największą galerię sztuki na Kubie, w tym dzieła m.in. Juana Pantoji de la Cruza, Wifredo Lama czy René Portocarrery; część kolekcji pochodzi z madryckiego Prado. W dziale historii znalazły się obiekty związane z wojną o niepodległość Kuby (w tym kolekcja broni), natomiast w dziale archeologii zaprezentowano przykłady sztuki prekolumbijskiej, w tym dwie prekolumbijskie mumie z Andów oraz kolekcję starożytnej sztuki egipskiej, w tym jedyną na Kubie mumię egipską, zakupioną przez Emilio Bacardíego Moreau w 1912 roku. 

## Galeria

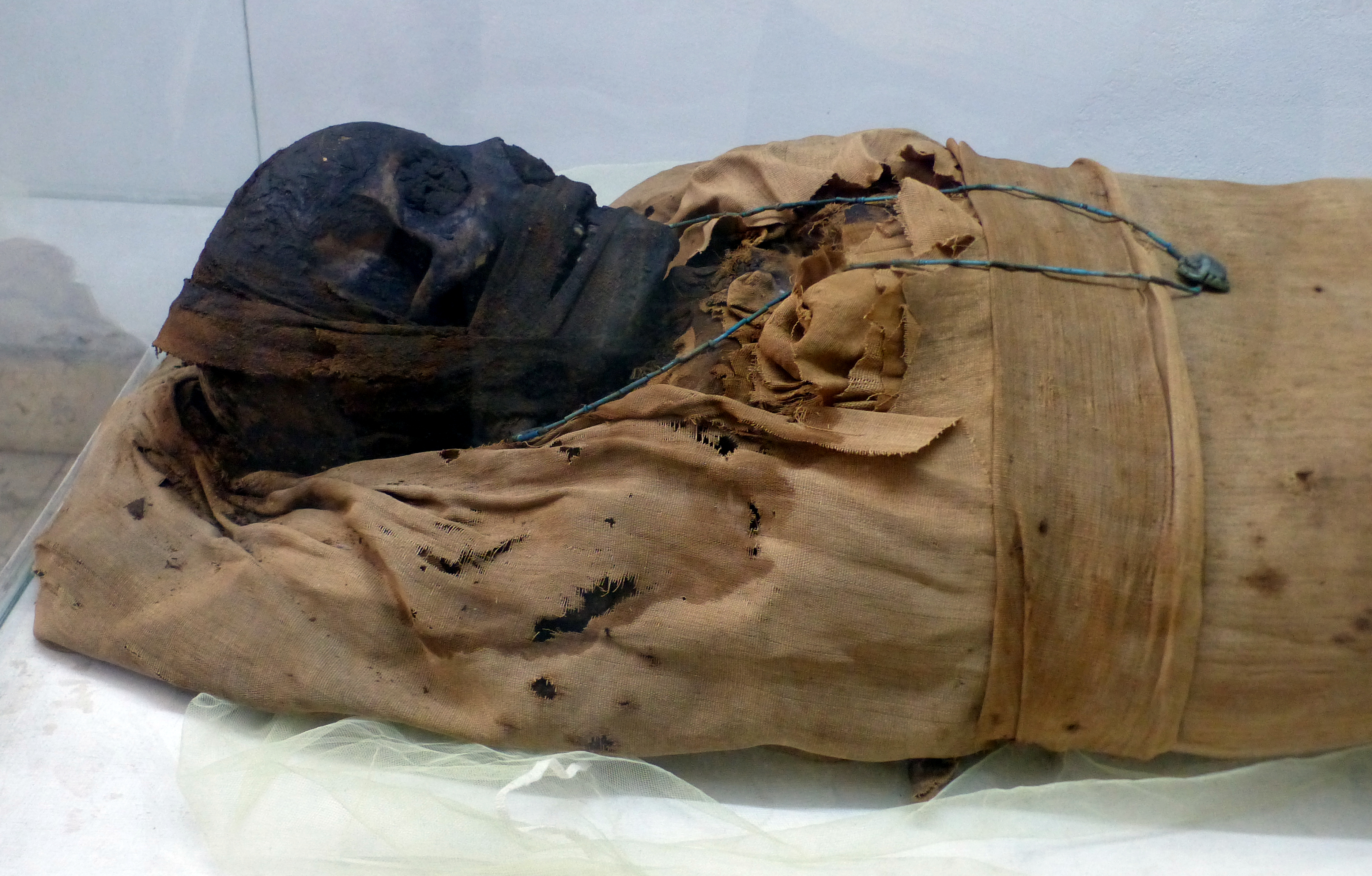
Mumia egipska
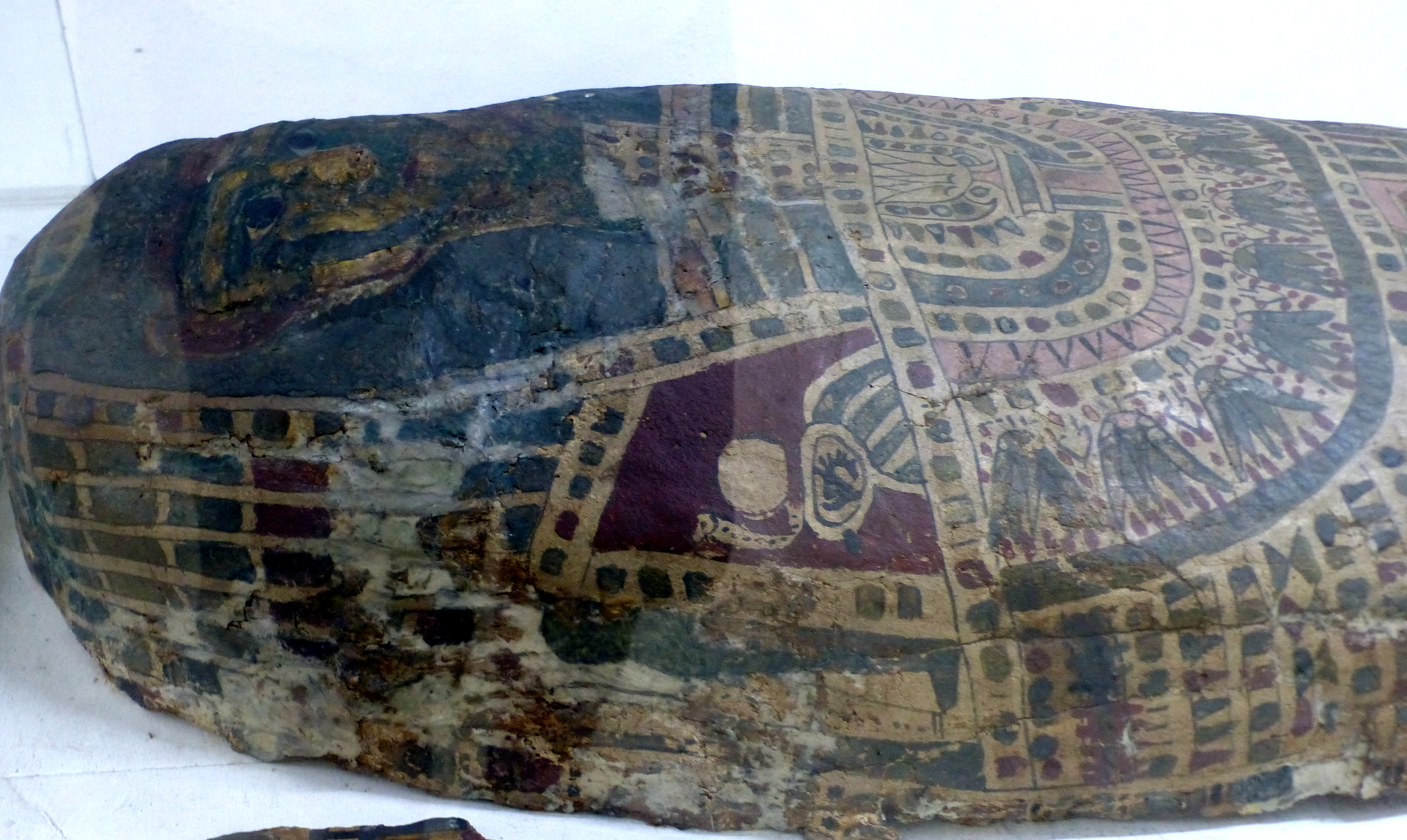
Trumna mumii egipskiej
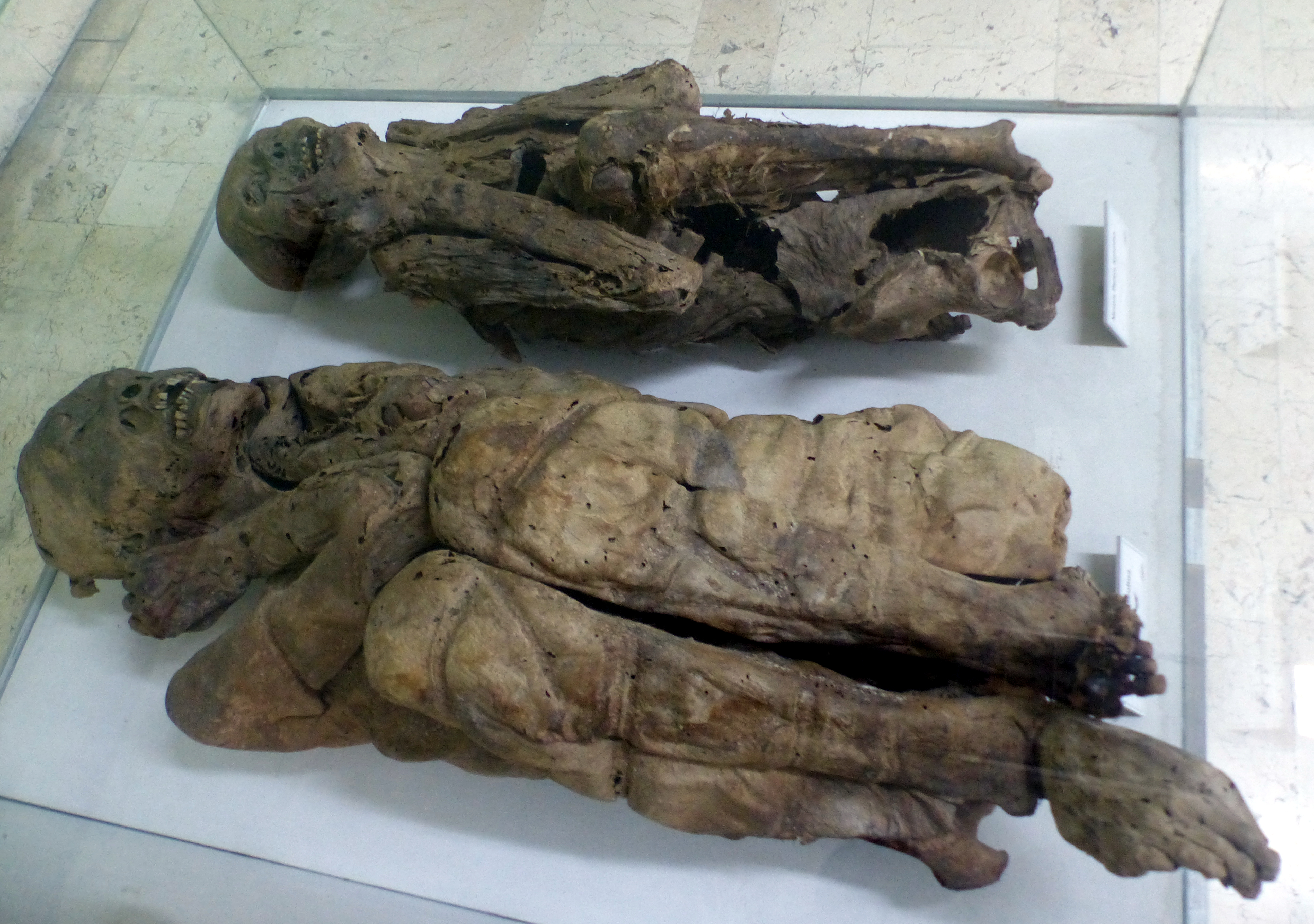
Mumie andyjskie
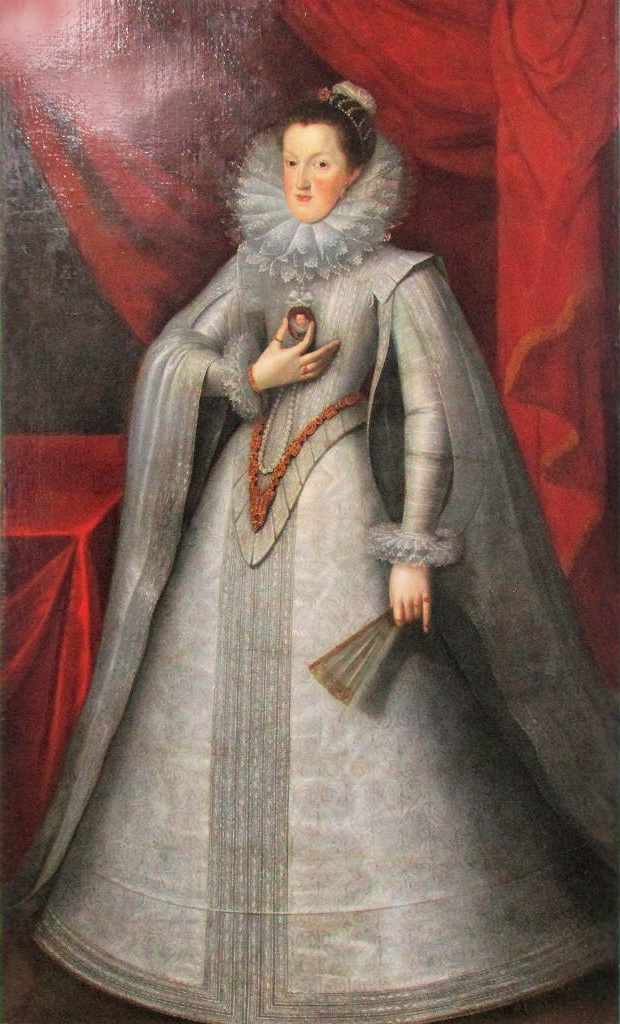
Juan Pantoja de la Cruz, portret Małgorzaty Austriaczki
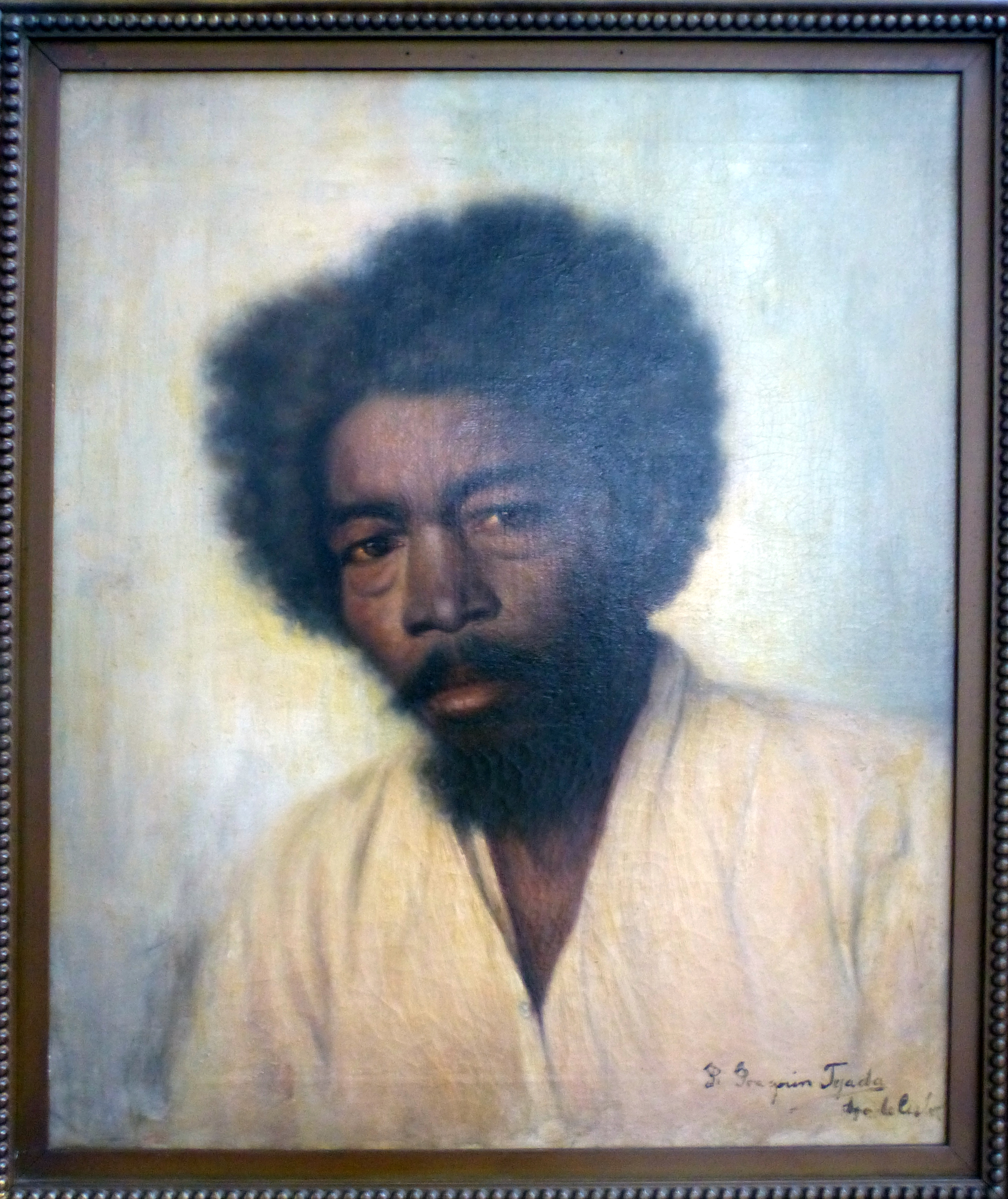
José Joaquín Tejada, portret alkoholika
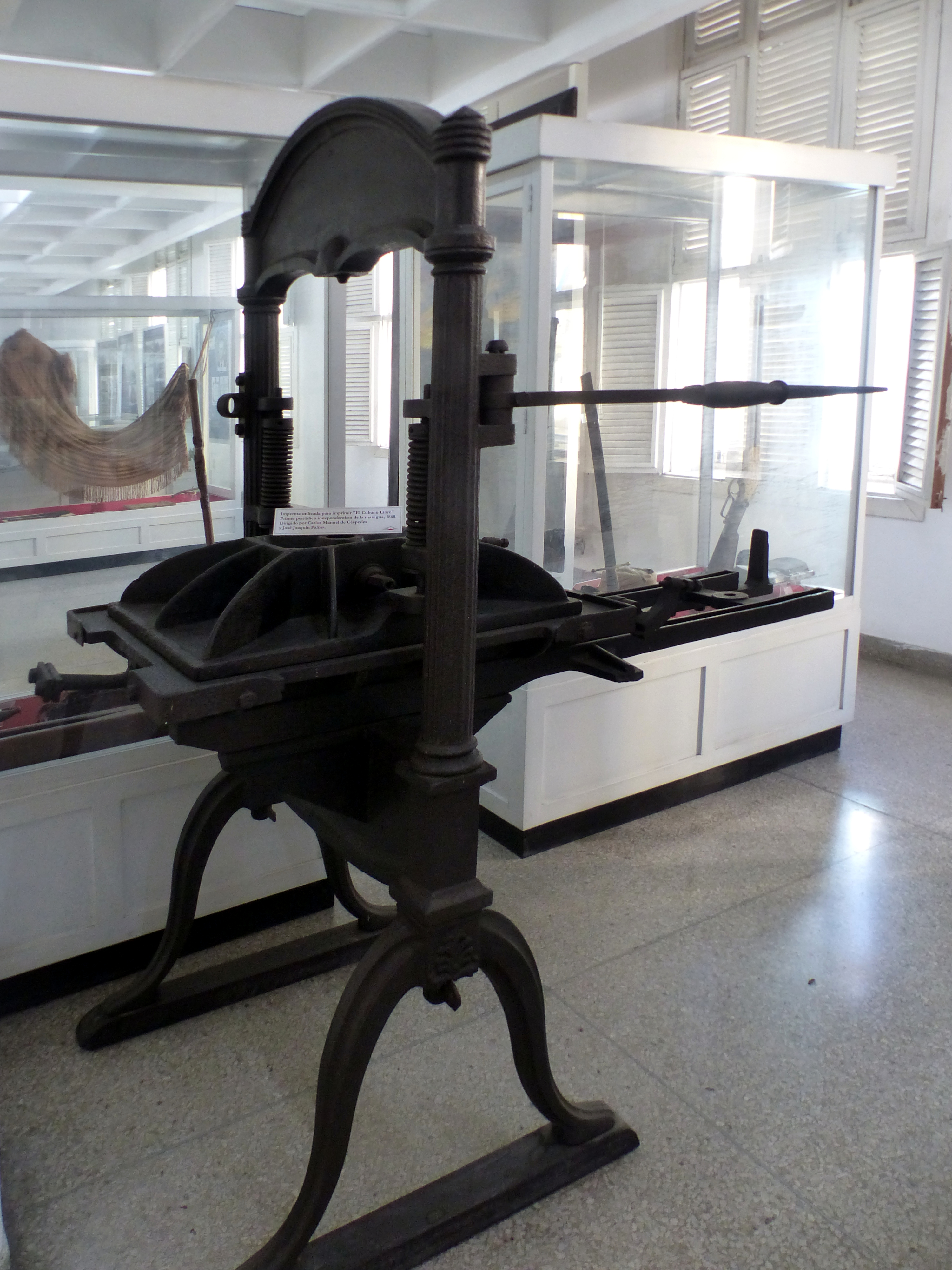
Prasa drukarska z XIX wieku